# منتخب نيجيريا لكرة السلة
منتخب نيجيريا الوطني لكرة السلة هو ممثل نيجيريا الرسمي في المنافسات الدولية في كرة السلة . تأسس في 1964.